# Správní obvod obce s rozšířenou působností Kralovice

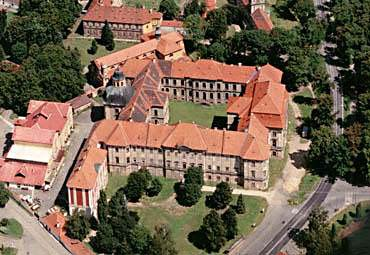
Pohled na plaský klášter

Správní obvod obce s rozšířenou působností Kralovice je od 1. ledna 2003 jedním ze dvou správních obvodů rozšířené působnosti obcí v okrese Plzeň-sever v Plzeňském kraji. Podle rozlohy se jedná o pátý největší obvod v rámci kraje, z hlediska počtu obyvatel o desátý největší. Čítá 44 obcí, z toho pět měst (Kaznějov, Kožlany, Kralovice, Manětín a Plasy) a 39 dalších obcí, z nichž největší jsou Žihle, Bezvěrov a Nečtiny.

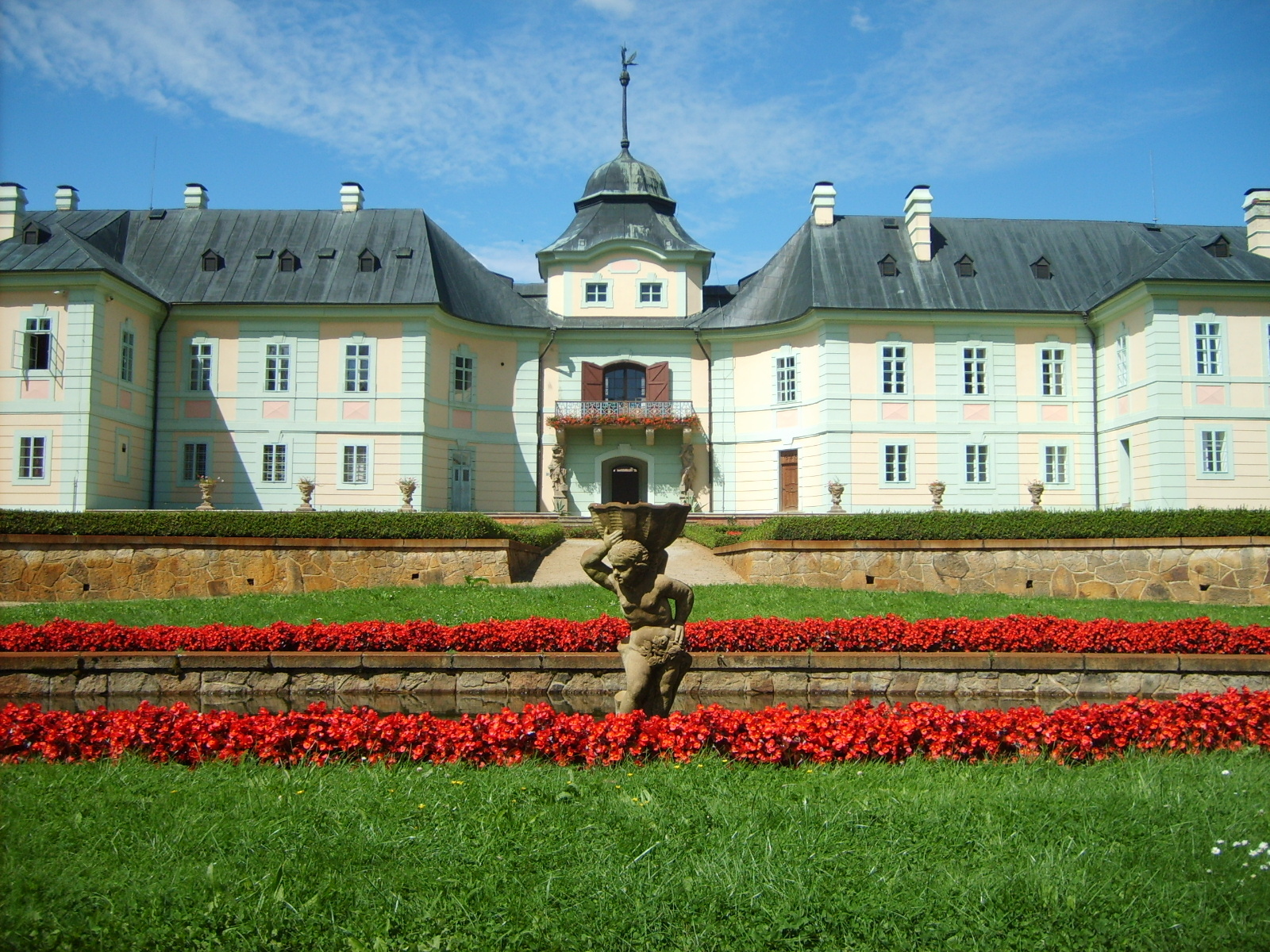
Barokní zámek v Manětíně

Správní obvod obce s rozšířenou působností Kralovice sousedí na jihu se správními obvody ORP Rokycany a Nýřany v Plzeňském kraji, na severozápadě se správním obvodem ORP Karlovy Vary v Karlovarském kraji, na severu se správním obvodem ORP Podbořany v Ústeckém kraji a na severovýchodě se správním obvodem ORP Rakovník ve Středočeském kraji.
Správní obvod obce s rozšířenou působností Kralovice vznikl 1. ledna 2003 a od doby vzniku jeho územní vymezení nedoznalo žádných změn. Skládá se z obvodů pověřených obecních úřadů Kralovice, Manětín a Plasy.

## Geografie
Nejvyšším přírodním bodem správního obvodu je bezejmenný vrchol v polesí Soudný (727 m n. m.), jižně od Bezvěrova. Nejvyšším pevným bodem správního obvodu včetně umělých staveb je vrchol vysílače Krašov. Dalšími významnými vrcholy na území správního obvodu jsou Sepuska (719 m n. m.), Kozelka (660 m n. m.), Lom (657 m n. m.), Kanešův kopec (633 m n. m.), Špičák (611 m n. m.) a Gamberk (538 m n. m.). Nejdůležitějšími vodními toky jsou řeky Berounka, Střela a Bělá.

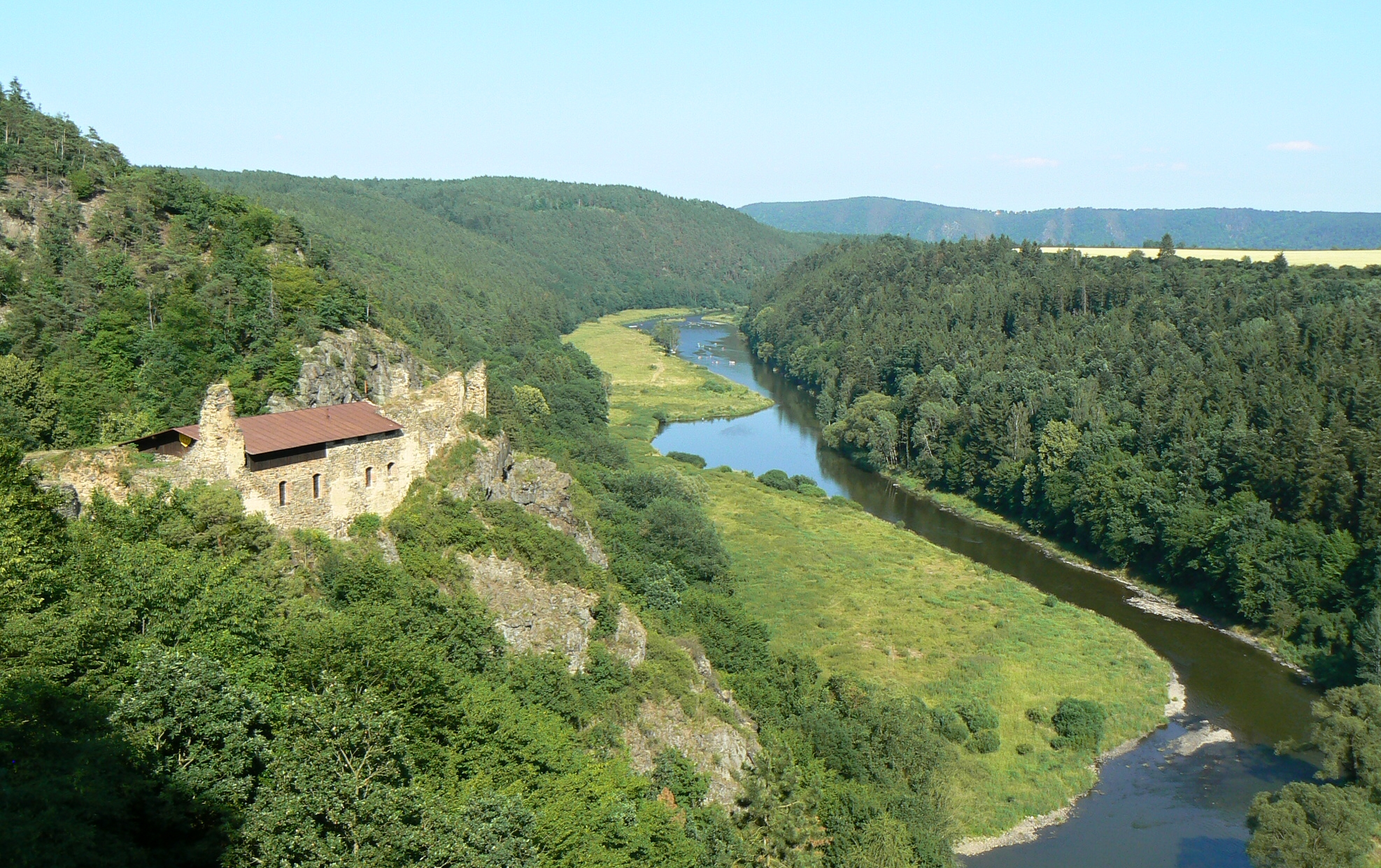
Údolí Berounky s hradem Krašovem

## Obyvatelstvo
Ke 31. prosinci 2019 měl správní obvod 22 367 obyvatel, což bylo 3,8 % obyvatel Plzeňského kraje. Ke stejnému datu byla na Kralovicku nezaměstnanost 2,85 %.
| Rok  | Obyv.  | ± %    |
| ---- | ------ | ------ |
| 1869 | 33 785 | —      |
| 1880 | 34 204 | +1,2 % |
| 1890 | 33 741 | −1,4 % |
| 1900 | 33 214 | −1,6 % |
| 1910 | 34 102 | +2,7 % |

| Rok  | Obyv.  | ± %     |
| ---- | ------ | ------- |
| 1921 | 33 753 | −1 %    |
| 1930 | 34 004 | +0,7 %  |
| 1950 | 23 695 | −30,3 % |
| 1961 | 23 918 | +0,9 %  |
| 1970 | 22 990 | −3,9 %  |

| Rok  | Obyv.  | ± %    |
| ---- | ------ | ------ |
| 1980 | 23 105 | +0,5 % |
| 1991 | 22 413 | −3 %   |
| 2001 | 21 941 | −2,1 % |
| 2011 | 21 911 | −0,1 % |
| 2021 | 21 817 | −0,4 % |

## Hospodářství
K 31. prosinci 2019 bylo ve správním obvodu 5 409 ekonomických subjektů, přičemž k největším zaměstnavatelům patří společnosti BEST, COOP družstvo Plasy, SBS - NEPRON, HANSA ČESKO, Amagasaki Pipe Czech, D-K zemědělská a Kralovická zemědělská.

## Doprava
Správním obvodem prochází železniční trať č. 160 (Plzeň - Žatec), na které se nacházejí stanice Kaznějov, Plasy, Mladotice a Žihle, a železniční trať č. 162 (Rakovník - Mladotice), na které je v provozu pouze stanice Kralovice.
Důležitými tepnami silniční dopravy jsou silnice I. třídy I/20 a I/27, správním obvodem prochází také silnice II. třídy II/193, II/201, II/204, II/205, II/206, II/229, II/231, II/232 a II/233.
Celé území správního obvodu je obsluhováno železničními a autobusovými linkami Integrované dopravy Plzeňského kraje. Mezi nejvýznamnější patří železniční linky R25 Plzeň - Kaznějov - Plasy - Žihle - Žatec - Most a P5 Plzeň - Kaznějov - Plasy - Mladotice - Žihle a autobusové linky 321 Plzeň - Kaznějov - Plasy - Kralovice - Kožlany - Čistá, 322 Plzeň - Dolní Bělá - Manětín - Žlutice, 323 Plzeň - Bezvěrov - Toužim - Karlovy Vary, 362 Plzeň - Ledce - Dolní Bělá a 367 Manětín - Nečtiny.

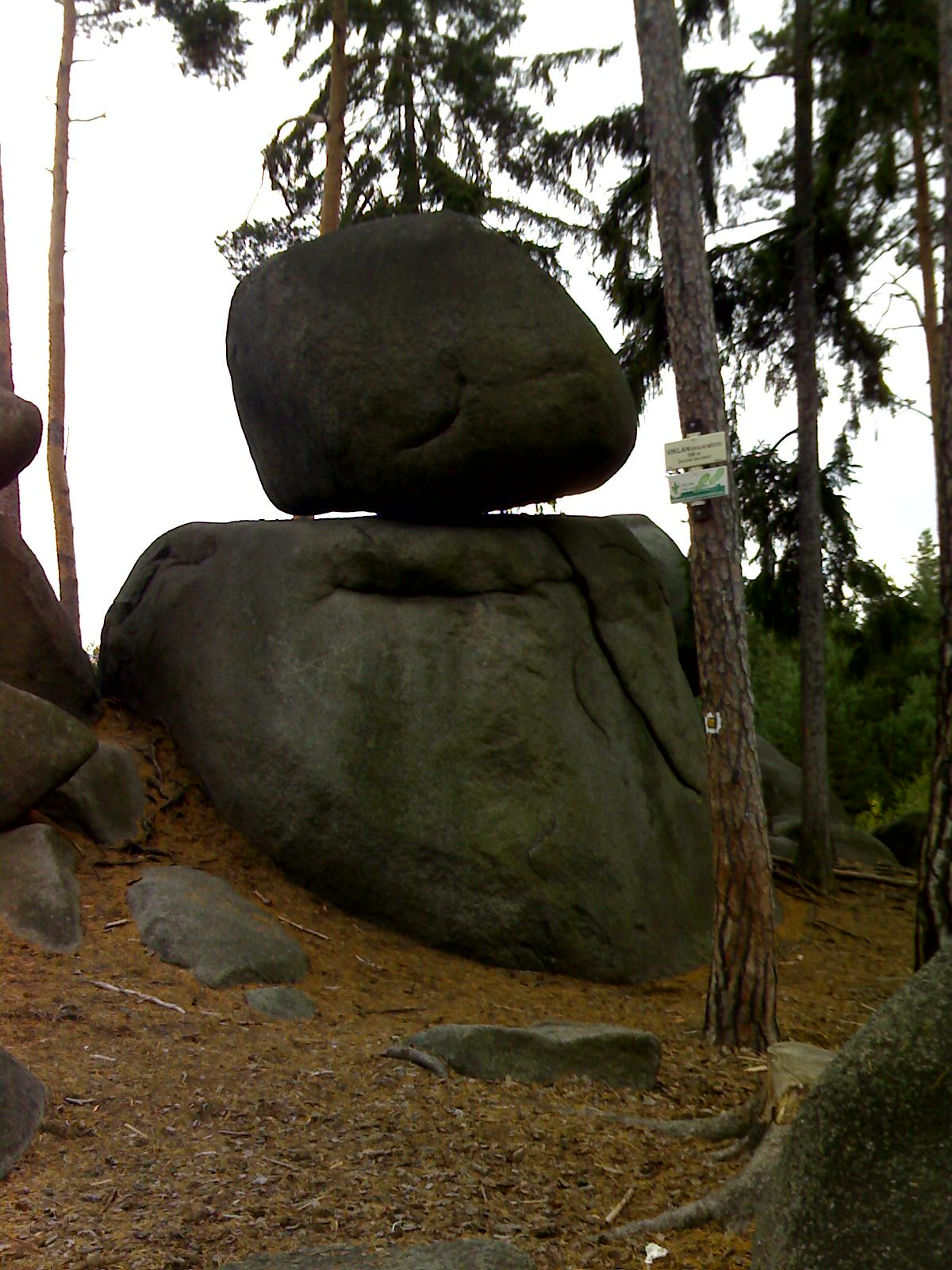
Viklan v žulovém skalním městě nedaleko Žihle

## Cestovní ruch
Území správního obvodu je vyhledávanou rekreační oblastí. Hlavním lákadlem je nedotčená příroda, hluboké lesy, žulové balvany a údolí řeky Střely a některých potoků. Řada přírodních oblastí je poznamenána výstavbou chatových osad.

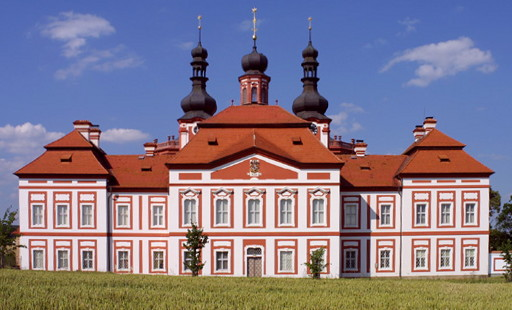
Proboštství v Mariánské Týnici u Kralovic

Vyhledávanými turistickými cíli jsou klášter v Plasích, proboštství v Mariánské Týnici, zámek Manětín, hrad Krašov, městečko Rabštejn nad Střelou, kostely v Dolanech, Kralovicích a Lukové, Centrum stavitelského dědictví Plasy, pivovar Plasy, zoologická zahrada Plasy a pivovar Chříč. Za návštěvu ovšem stojí i další méně známá místa, například Nečtiny s novogotickým zámkem nebo románský kostelík v Potvorově. 
Na území správního obvodu jsou provozována informační centra v Kožlanech, Kralovicích, Manětíně, Nečtinách, Plasích a Rabštejně nad Střelou.
Velkou překážkou cestovního ruchu je dostupnost některých oblastí veřejnou dopravou a malá hustota a sezónní provoz řady ubytovacích a stravovacích zařízení.

## Ochrana přírody
Do východní části správního obvodu v okolí Chříče zasahuje výběžek CHKO Křivoklátsko. Na území správního obvodu byly vyhlášeny také přírodní parky Horní Berounka, Horní Střela, Hřešihlavská, Manětínská a Rohatiny, přírodní rezervace Dubensko, Kozelka, Krašov a Střela, přírodní památky Čertova hráz, Malenický pramen, Odlezelské jezero, Osojno a U Báby - U Lomu a památné stromy a stromořadí Alej vzdechů, Rožský dub, Kamenohorský buk, Kongresovka, Radimova lípa, Kostelická lípa, Nučická lípa a Libenovský dub. Památným stromům dlouhá léta vévodily Lomanské duby, první však spadl při vichřici a druhý uschl. 

## Školství
Ve školním roce 2020/2021 tvořilo síť předškolních a školských zařízení na území správního obvodu 14 mateřských škol, 14 základních škol, 2 základní umělecké školy a 2 střední školy (Gymnázium a střední odborná škola Plasy a Střední škola Kralovice).

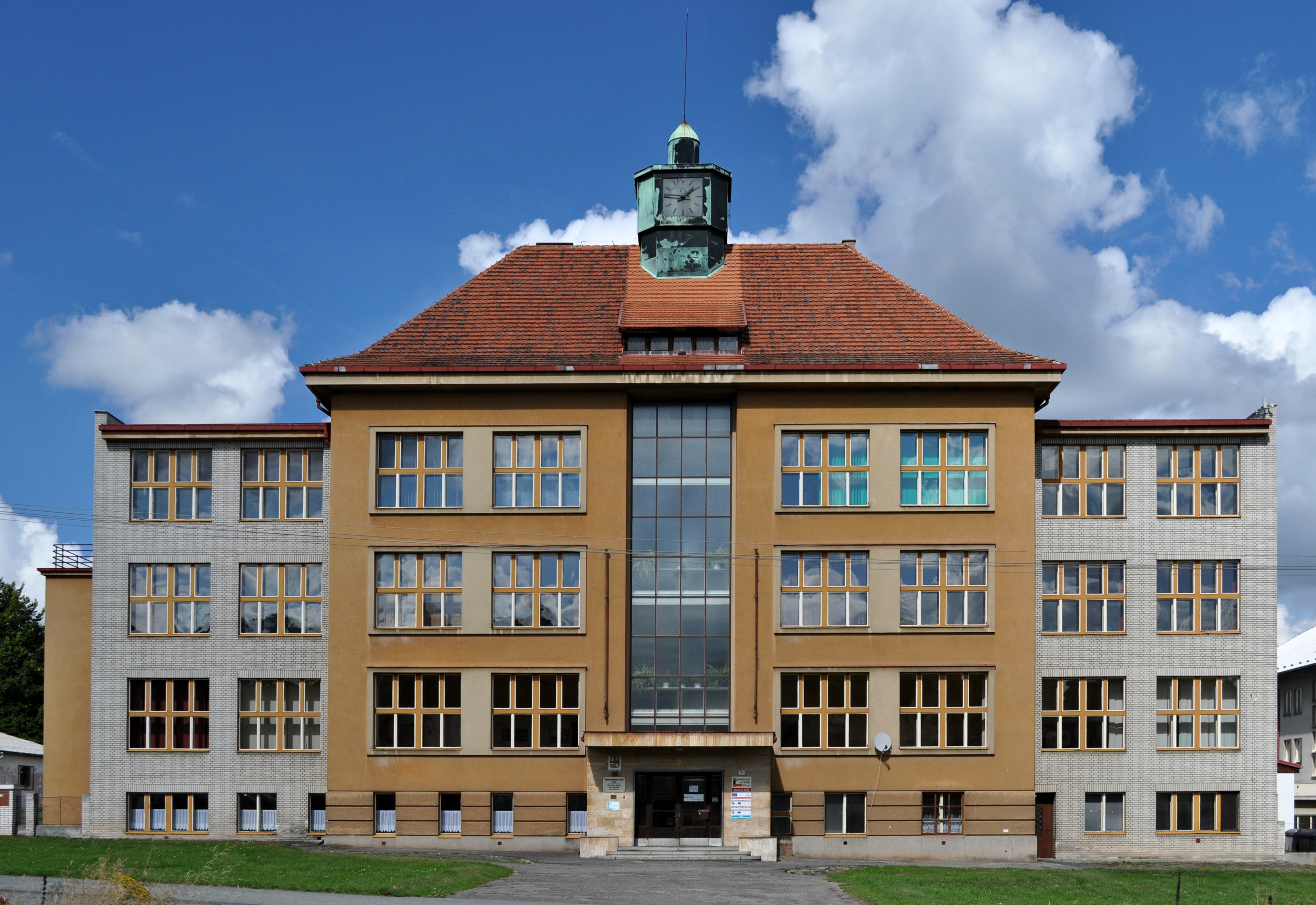
Budova střední odborné školy v Plasích byla postavena podle projektu Hanuše Zápala

## Zdravotnictví
Na území správního obvodu není v provozu žádná nemocnice. V roce 2021 zde působí několik desítek poskytovatelů zdravotních služeb, z toho je 5 lékáren. V roce 2020 byl v Plasích otevřen lékařský dům (poliklinika) s 15 ordinacemi a působností pro celý správní obvod.

## Vývoj počtu obyvatel největších obcí
| Název     | 1869  | 1961  | 1980  | 2001  | 2011  | 2019  |
| --------- | ----- | ----- | ----- | ----- | ----- | ----- |
| Bezvěrov  | 2 557 | 822   | 688   | 616   | 662   | 669   |
| Kaznějov  | 507   | 2 120 | 3 267 | 2 999 | 3 031 | 3 049 |
| Kožlany   | 2 472 | 1 400 | 1 392 | 1 406 | 1 463 | 1 439 |
| Kralovice | 2 883 | 2 778 | 3 224 | 3 490 | 3 453 | 3 478 |
| Manětín   | 3 624 | 1 767 | 1 476 | 1 245 | 1 154 | 1 151 |
| Nečtiny   | 3 147 | 930   | 725   | 612   | 620   | 634   |
| Plasy     | 2 700 | 2 886 | 2 768 | 2 621 | 2 572 | 2 716 |
| Žihle     | 1 450 | 1 307 | 1 279 | 1 419 | 1 403 | 1 309 |

## Seznam obcí
Poznámka: Města jsou uvedena tučně, části obcí malince.
- Bezvěrov (Buč • Dolní Jamné • Chudeč • Krašov • Nová Víska • Potok • Služetín • Světec • Vlkošov • Žernovník)
- Bílov
- Bohy (Rakolusky)
- Brodeslavy
- Černíkovice
- Dobříč (Čivice)
- Dolní Bělá
- Dolní Hradiště
- Dražeň
- Hlince
- Holovousy
- Horní Bělá (Hubenov • Tlucná)
- Hvozd (Hodoviz)
- Chříč (Lhota)
- Jarov
- Kaznějov
- Kočín
- Kopidlo
- Koryta
- Kozojedy (Borek • Břízsko • Kozojedy • Lednice • Robčice)
- Kožlany (Buček • Dřevec • Hedčany • Hodyně • Kožlany)
- Kralovice (Bukovina • Hradecko • Mariánský Týnec • Řemešín • Trojany)
- Líté (Spankov)
- Loza
- Manětín (Brdo • Česká Doubravice • Hrádek • Kotaneč • Lipí • Luková • Manětín • Mezí • Rabštejn nad Střelou • Radějov • Stvolny • Újezd • Vladměřice • Vysočany • Zhořec)
- Mladotice (Černá Hať • Chrášťovice • Mladotice • Strážiště)
- Mrtník
- Nečtiny (Březín • Čestětín • Doubravice • Hrad Nečtiny • Jedvaniny • Kamenná Hora • Leopoldov • Lešovice • Nečtiny • Nové Městečko • Plachtín • Račín)
- Obora
- Pastuchovice
- Pláně (Korýtka • Ondřejov • Vrážné)
- Plasy (Babina • Horní Hradiště • Lomnička • Nebřeziny • Plasy • Žebnice)
- Potvorov
- Rybnice
- Sedlec
- Slatina
- Studená
- Štichovice (Křečov)
- Tis u Blatna (Balková • Kračín)
- Velečín (Ostrovec)
- Všehrdy
- Výrov (Hadačka)
- Vysoká Libyně
- Žihle (Hluboká • Kalec • Nový Dvůr • Odlezly • Přehořov • Žihle)

## Galerie

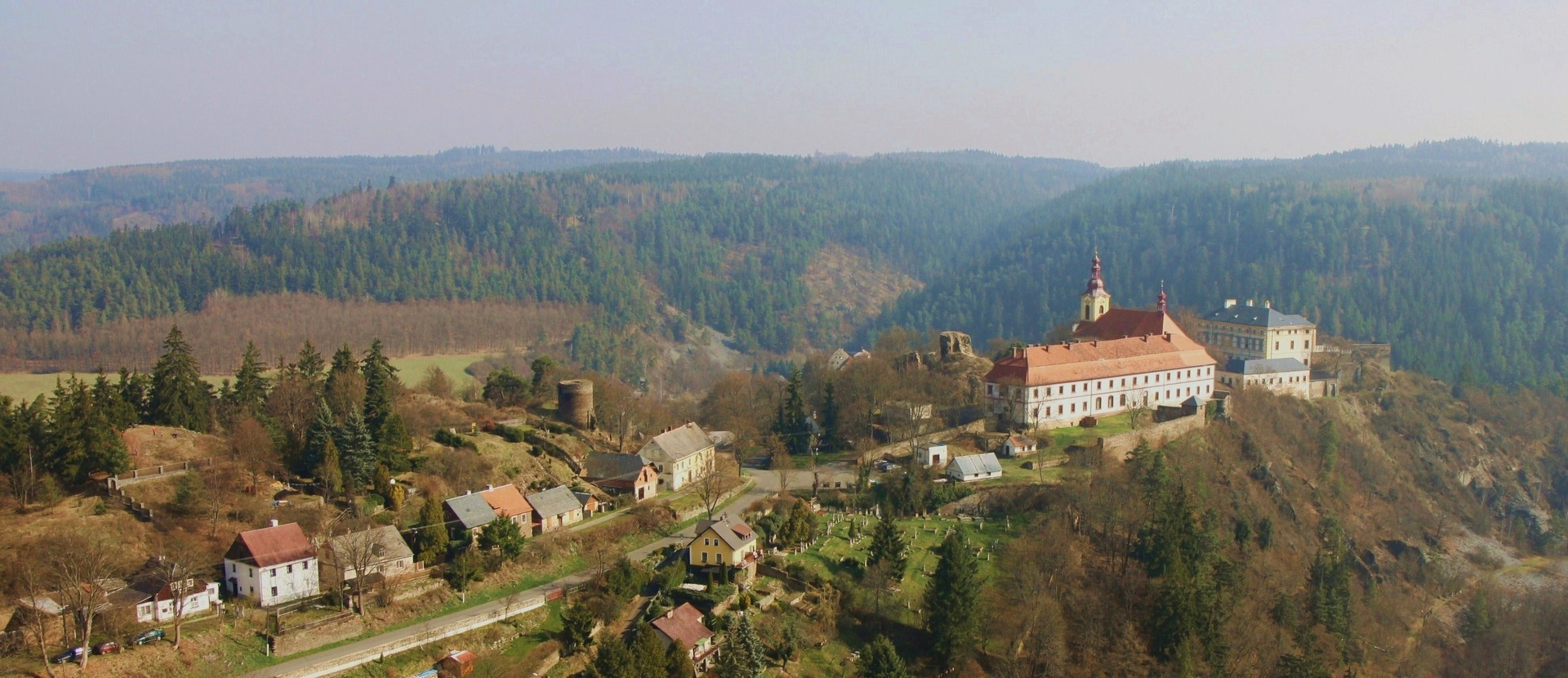
Letecký pohled na hrady Rabštejn a Sychrov
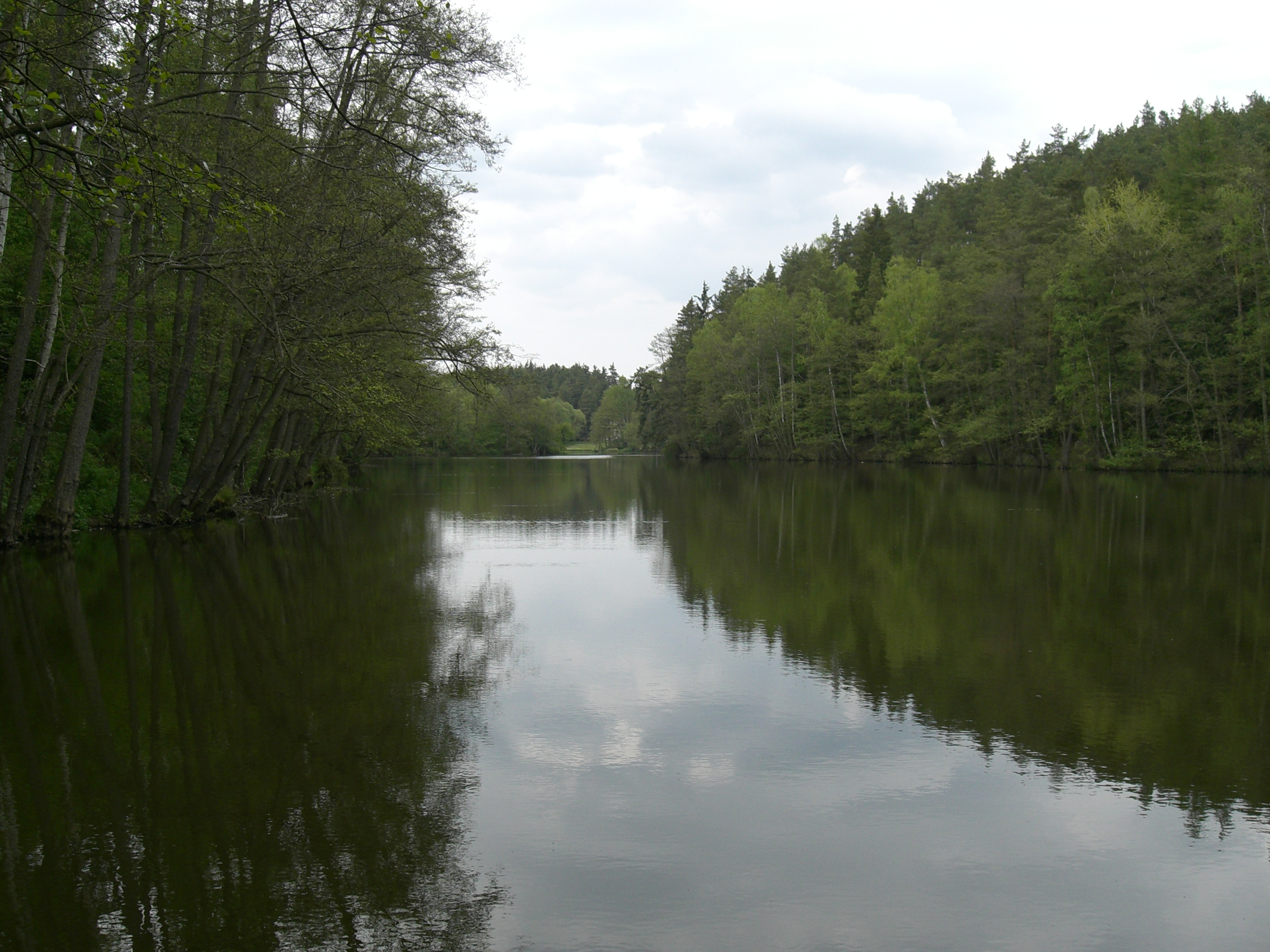
Nejmladším jezerem v Česku je Odlezelské jezero vzniklé sesuvem v roce 1872
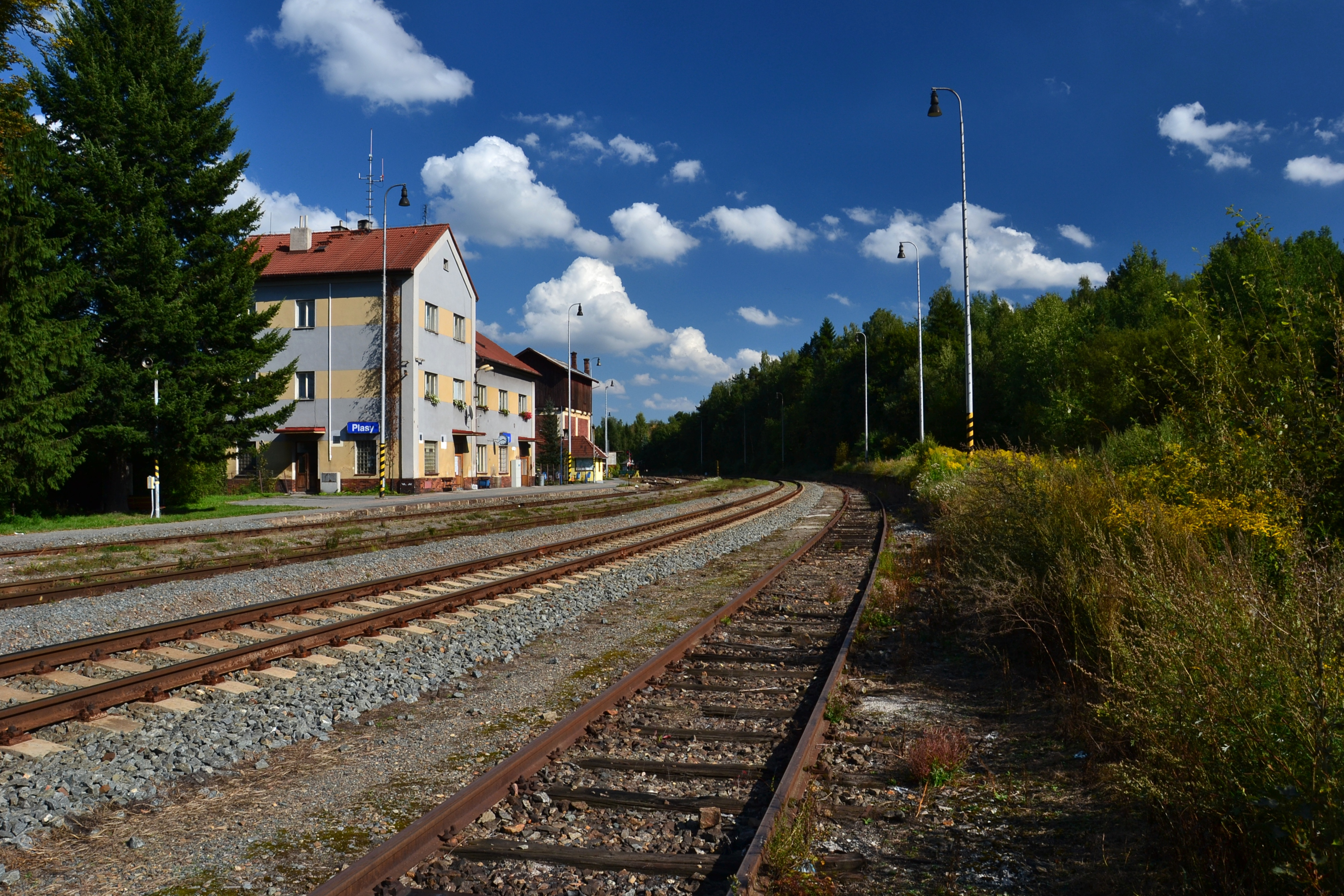
Nádraží v Plasích
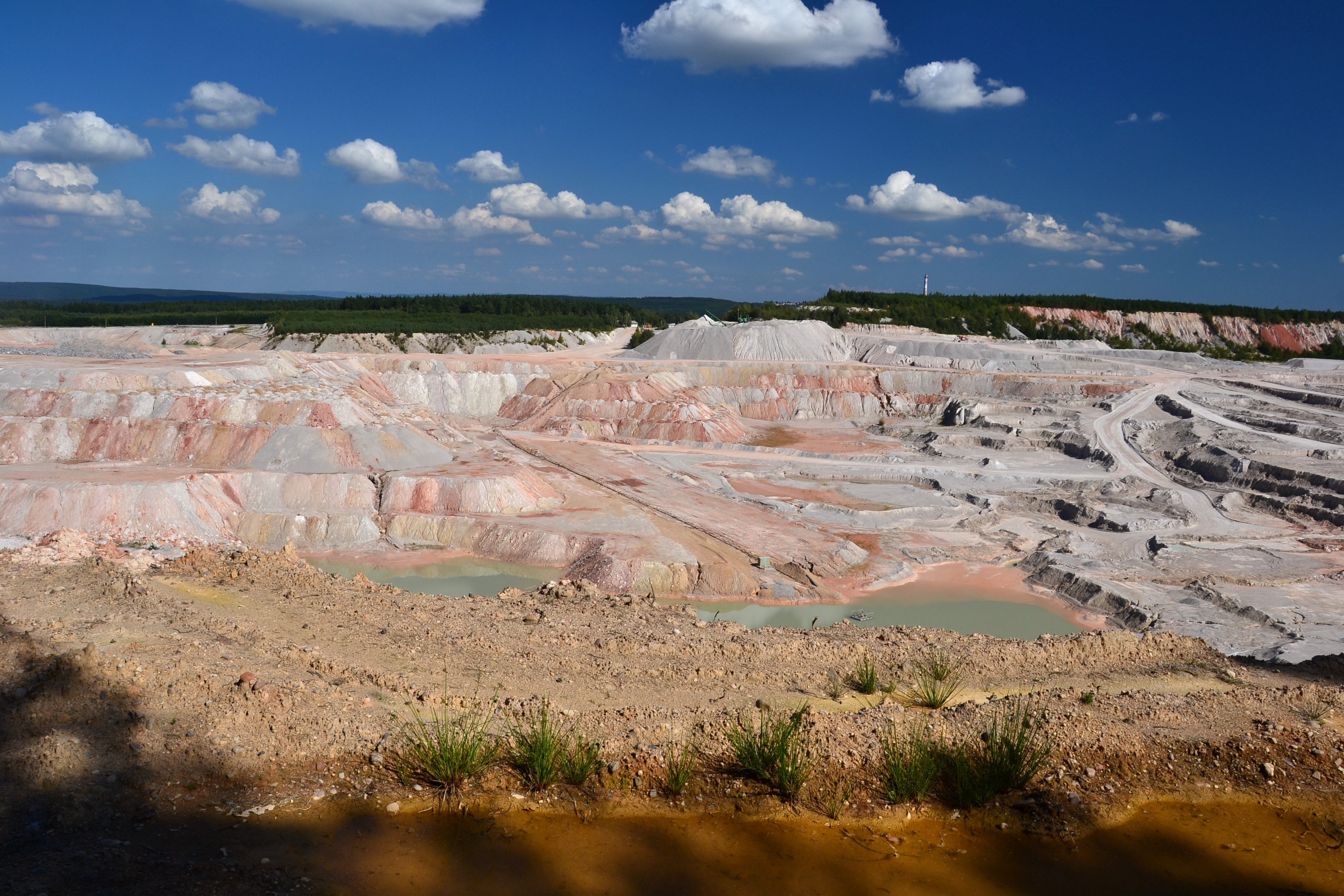
Kaolínový lom Kaznějov